# Pavagada
Pāvagada är en ort i Indien.   Den ligger i distriktet Tumkur och delstaten Karnataka, i den södra delen av landet, 1 600 km söder om huvudstaden New Delhi. Pāvagada ligger 640 meter över havet och antalet invånare är 32 063.
Terrängen runt Pāvagada är platt. Runt Pāvagada är det ganska tätbefolkat, med 179 invånare per kvadratkilometer. Närmaste större samhälle är Roddam, 15,9 km öster om Pāvagada. Trakten runt Pāvagada består till största delen av jordbruksmark.